# Leucoma surtur
Leucoma surtur är en fjärilsart som beskrevs av Bang-haas 1912. Leucoma surtur ingår i släktet Leucoma och familjen tofsspinnare. Inga underarter finns listade i Catalogue of Life.